# Кирейтов, Валерий Рашидович
Валерий Рашидович Кирейтов (Керейтов) — советский и российский учёный. Лауреат Государственной премии СССР (1987).

## Биография

### Образование
Валерий Рашидович в 1962 году поступил и в 1967 окончил механико-математический факультет Новосибирского государственного университета.

### Трудовая деятельность
Работал ведущим научным сотрудником лаборатории динамических систем в Институте математики им. С. Л. Соболева СО РАН.
На 12.02.1982 работал членом счетной комиссии ВЦ СО АН СССР

### Награждение Госпремией СССР
Постановлением ЦК КПСС и Совета Министров СССР «За цикл работ „Обратные и некорректные задачи математической физики и анализа“, опубликованный в 1978—1984 годах» Кирейтов Валерий Рашидович был удостоен Государственной премии за 1987 год в составе авторского коллектива. Вместе с ним этой премии были удостоены: Михаил Михайлович Лаврентьев, Аниконов Юрий Евгеньевич, Романов Владимир Гаврилович — заведующие лабораториями ВЦ СО АН СССР; Шишатский Сергей Петрович.

## Награды и звания
- Доктор физико-математических наук[6]
- Профессор
- Лауреат Государственной премии СССР в области науки и техники (1987)[7]

## Труды
- Кирейтов В. Р. Обобщённые диффузионные потенциалы = Generalized diffusion potentials : [в 2 томах] / В. Р. Кирейтов. — Новосибирск : Параллель, 2007. — 20 см. Т. 1. — 2007. — 342 с.; ISBN 978-5-98901-018-9. Т. 2. — 2007. — 627 с.; ISBN 978-5-98901-019-6[8].
- Кирейтов В. Р. «Дисперсионные соотношения для многомерных акустических уравнений Пайерлса и некоторые свойства скалярного акустического потенциала Пайерлса. II», Сиб. матем. журн., 42:5 (2001), 1067—1083
- Кирейтов В. Р. «Дисперсионные соотношения для многомерных акустических уравнений Пайерлса и некоторые свойства скалярного акустического потенциала Пайерлса. I», Сиб. матем. журн., 42:4 (2001), 771—780
- Кирейтов В. Р. «Многоскоростной потенциал Пайерлса в задаче уточнения классического фундаментального акустического потенциала вблизи источника звука в однородном максвелловском газе», Сиб. матем. журн., 40:4 (1999), 834—860
- Кирейтов В. Р. «Свойства хантовости и однозначной разрешимости обратной задачи теории потенциала для одного класса обобщённых потенциалов Юкавы», Сиб. матем. журн., 39:4 (1998), 851—874
- Кирейтов В. Р. «Стационарное трансляционно-инвариантное уравнение Пайерлса теории переноса излучения в пространстве медленно растущих распределений и некоторые свойства потенциала Пайерлса. II», Сиб. матем. журн., 38:4 (1997), 807—824
- Кирейтов В. Р. «Стационарное трансляционно-инвариантное уравнение Пайерлса теории переноса излучения в пространстве медленно растущих распределений и некоторые свойства потенциала Пайерлса. I», Сиб. матем. журн., 38:3 (1997), 533—550
- Кирейтов В. Р. «Задачи Коши, Дирихле и некоторые обратные задачи для односкоростного уравнения Пайерлса теории переноса излучения в однородно поглощающей и рассеивающей среде с изотропными источниками», Сиб. матем. журн., 36:3 (1995), 551—572
- Лаврентьев М. М., Кирейтов В. Р., Хоцкин В. И. «Явление образования в некогерентном свете действительного оптического объёмного изображения видимой части предмета», Докл. АН СССР, 297:3 (1987), 576—579
- Кирейтов В. Р. «Задача Коши во всём пространстве и одна обратная задача для уравнений», Докл. АН СССР, 284:5 (1985), 1066—1069
- Кирейтов В. Р. «О некоторых свойствах фотометрических величин на римановом многообразии», Докл. АН СССР, 255:1 (1980), 21-26
- Кирейтов В. Р. «О фотометрических величинах на римановом многообразии», Докл. АН СССР, 252:1 (1980), 27-33
- Кирейтов В. Р. «О некоторых геометрических вопросах освещения поверхностей», Докл. АН СССР, 240:2 (1978), 261—263
- Кирейтов В. Р. «О задаче определения оптической поверхности по её изображениям», Функц. анализ и его прил., 10:3 (1976), 45-54
- Лаврентьев М. М., Кирейтов В. Р. «О точках ветвления оптических гиперповерхностей», Докл. АН СССР, 221:5 (1975), 1027—1030
- Лаврентьев М. М., Кирейтов В. Р. «Об одном классе отображений биповерхностей трёхмерного пространства», Докл. АН СССР, 216:2 (1974), 259—260
- Кирейтов В. Р. «Расслоённые модули и кобордизмы», Докл. АН СССР, 192:6 (1970), 1210—1213
- Кирейтов В. Р. «О симплектических кобордизмах», Матем. сб., 83(125):1(9) (1970), 77-89; V. R. Kireitov, «On symplectic cobordisms», Math. USSR-Sb., 12:1 (1970), 77-89
- Кирейтов В. Р. О механической интерпретации квадрата модуля полной амплитуды разрывного решения для линейной гиперболической системы. I. с. 92-108. Исследования по условной корректности задач математической физики. Сб. научных трудов. — Новосибирск. Институт математики СО АН СССР. — 1989. с. 178.: ISBN отсутствует.
- Кирейтов В. Р. О механической интерпретации квадрата модуля полной амплитуды разрывного решения для линейной гиперболической системы. II. с. 60-84. Вопросы корректности задач анализа . Сб. научных трудов. — Новосибирск. Институт математики СО АН СССР. — 1989. с. 187: ISBN отсутствует.
- Кирейтов В. Р. «Исправления к статье „Многоскоростной потенциал Пайерлса в задаче уточнения классического фундаментального акустического потенциала вблизи источника звука в однородном маквелловском газе“, Сиб. мат. журн. 1999. Т. 40, № 4. C. 834—860», Сиб. матем. журн., 41:1 (2000), 234
- Кирейтов В. Р. «Обратные задачи фотометрии.» Новосибирск: ВЦ СО АН СССР, 1983. MH 17880
- Кирейтов В. Р. «Прямая и обратная задачи Дирихле для потенциала Кеплера.» Новосибирск: Манускрипт, 2002. ISBN 5 — 93240 — 042 — 0
- В. Р. Кирейтов, Назин А. Г. «Математические основы геоморфометрии.» Новосибирск: Редакционно-издательский центр НГУ, 2010. ISBN 978 — 5 — 94356 — 910 — 4
- Антипов М. В., Кирейтов В. Р. «О некоторых математических вопросах топографии поверхностей» Геология и геофизика. — 1979. — N 4. — С. 124—131.
- Антипов М. В., Кирейтов В. Р. «Построение T(W) — множества рельефной поверхности» Геология и геофизика. — 1979. — N 11. — С. 90 — 97.
- Кирейтов В. Р. Обобщённые диффузионные потенциалы = Generalized diffusion potentials : [в 2 томах] / В. Р. Кирейтов. — Новосибирск : Омега Принт, 2011. — 26 см. Т. 1. — 2011. — 284 с.; ISBN 978-5-91907 — 002-3. Т. 2. — 2011. — 556 с.; ISBN 978-5-91907 — 002-3.